# Albert Canet
Henry Albert Canet (Londres, Regne Unit, 17 d'abril de 1878 − París, 25 de juliol de 1930) fou un tennista francès, guanyador de dues medalles de bronze olímpiques en els Jocs Olímpics d'Estocolm 1912 en la modalitat de dobles masculins i dobles mixtos, junt a Edouard Mény de Marangue i Marguerite Broquedis respectivament. També hi va participar en categoria individual però fou eliminat en segona ronda.
Fou president del club de tennis de París, del comitè de París, i de la Federació francesa de tennis (1924−1930). A banda del Jocs Olímpics, disputà una final de dobles masculins del Championnat de France (1913), precursor del Roland Garros que només disputaven tennistes de clubs francesos.
La Copa Albert Canet fou creada per rendir-li homenatge.

## Jocs Olímpics

### Dobles masculins
| Any  | Campionat                       | Parella                  | Oponents                           | Resultat        |
| ---- | ------------------------------- | ------------------------ | ---------------------------------- | --------------- |
| 1912 | Jocs Olímpics, Estocolm, Suècia | Edouard Mény de Marangue | Ladislav Žemla-Rázný Jaroslav Just | 13−11, 6−3, 8−6 |

### Dobles mixts
| Any  | Campionat                       | Parella              |
| ---- | ------------------------------- | -------------------- |
| 1912 | Jocs Olímpics, Estocolm, Suècia | Marguerite Broquedis |

## Palmarès

### Dobles masculins: 1 (0−1)
| Resultat  | Núm. | Any  | Campionat             | Superfície   | Parella          | Oponents                   | Marcador                |
| --------- | ---- | ---- | --------------------- | ------------ | ---------------- | -------------------------- | ----------------------- |
| Finalista | 1.   | 1913 | Championnat de France | Terra batuda | William Laurentz | Max Décugis Maurice Germot | 4−6, 6−2, 2−6, 8−6, 2−6 |